# Kristoffer Brun
Kristoffer Brun (født 7. april 1988 i Bergen) er en norsk roer.
Brun har deltaget ved to olympiske lege i dobbeltsculler sammen med Are Strandli. Ved OL 2012 i London blev duoen nummer to i det indledende heat efter de senere mestre, danskerne Mads Rasmussen og Rasmus Quist. Placeringen gav adgang til semifinalen, hvor duoen blev nummer fire og dermed kom i B-finalen. Her blev de nummer tre, hvilket vil sige en samlet niendeplads i konkurrencen.
Bedre gik det ved OL 2016 i Rio de Janeiro. De to nordmænd vandt her deres indledende heat, hvilket sendte dem direkte i A-finalen. Her vandt de bronze efter Frankrig og Irland, der tog guld- og sølvmedaljerne.
Brun og Strandli vandt desuden en VM-guldmedalje i dobbeltsculler ved VM 2013 i Sydkorea.

## OL-medaljer
- 2016:  Bronze i letvægtsdobbeltsculler